# Pınar Töre
Pınar Töre (* 6. November 1979 in Ankara) ist eine türkische Schauspielerin.

## Biografie
Töre wurde am 6. November 1979 in Ankara geboren. Sie studierte an der Bilkent-Universität. Ihr Debüt gab sie 2010 in der Fernsehserie Aşk ve Ceza. Anschließend setzte sie 2010 ihre Karriere in dem Film Canavarlar Sofrası fort. 2015 bekam sie in dem Film Çekmekceler eine Hauptrolle.
Außerdem war sie 2016 in Anne zu sehen. Von 2017 bis 2018 trat Töre in Bizim Hikaye auf. Zwischen 2020 und 2021 wurde sie für die Serie Uyanış: Büyük Selçuklu gecastet. 2023 spielte sie in El Turco mit.

## Filmografie
Filme
- 2011: Canavarlar Sofrası
- 2015: Çekmekceler
- 2018: Son Çıkış

Serien
- 2010: Aşk ve Ceza
- 2016: Anne
- 2017–2018: Bizim Hikaye
- 2018–2019: Elimi Bırakma
- 2020–2021: Uyanış: Büyük Selçuklu
- 2021–2022: Yargı
- 2023: El Turco